# Costa Nova do Prado

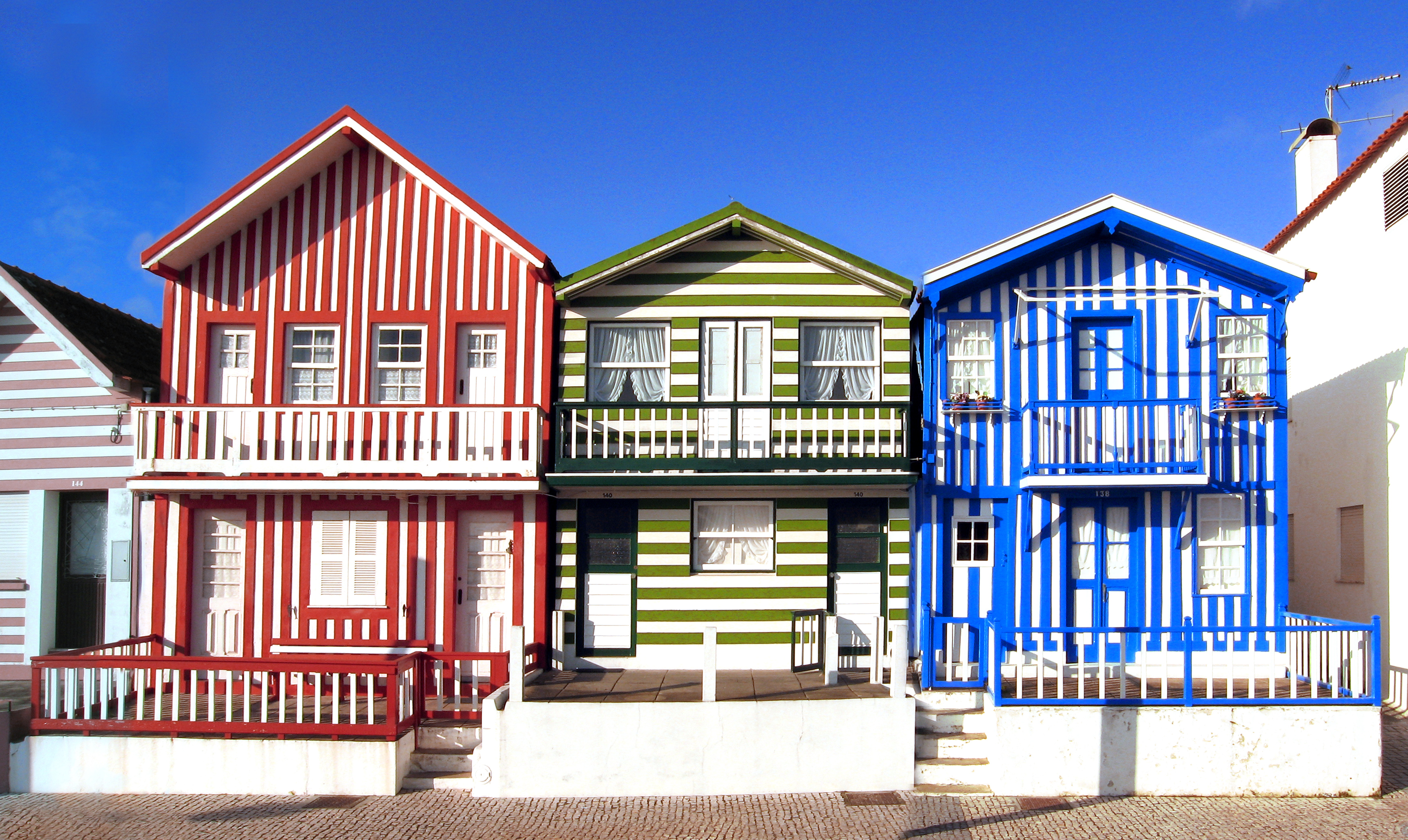

A praia da Costa Nova do Prado, também conhecida apenas por Costa Nova, situa-se na costa ocidental de Portugal, na linha de costa da Ria de Aveiro. Localiza-se na freguesia da Gafanha da Encarnação, no Município de Ílhavo, tal como a Praia da Barra, na Região Centro de Portugal.
Teve a sua origem na abertura da barra da Ria de Aveiro, a partir do ano de 1808. A designação, julga-se, dever-se-à a dois factos. O primeiro, "Costa Nova", em oposição à "Costa Velha" (São Jacinto). Em segundo lugar deve-se ao facto de neste local, ter existido um enorme e verdejante prado.
É uma das excelentes praias portuguesas para a prática de desportos náuticos, já que, além da frente atlântica, dispõe também de uma frente ribeirinha para o canal de Mira da ria de Aveiro. Além de um dos mais antigos clubes de vela da ria de Aveiro — o Clube de Vela da Costa Nova, lá se encontram ainda localizadas escolas de kitesurf, canoagem e surf, entre outras modalidades desportivas, com destaque para uma das novidades: o Paddle Surf. A Praia é também atravessada por uma moderna ciclovia/ecovia que a liga quer à Ponte da Barra e à Praia da Barra, quer à Praia da Vagueira, esta última no vizinho Município de Vagos. Uma das atividades mais frequentes é o minigolfe, por via do clube que aqui se instalou há várias décadas. Dispõe também de vários recintos desportivos ao ar livre: ténis e futebol.
Gastronomicamente, a "tripa", um dos mais afamados doces regionais, surgiu na Costa Nova. No Mercado do Peixe que aqui se encontra é também possível adquirir marisco previamente confecionado, especialmente ao fim-de-semana. Anualmente, em agosto, realiza-se o Ria a Gosto — Festival de marisco da Costa Nova. Aqui existem muitos e bons restaurantes, especializados em bacalhau, peixe fresco — grelhado ou em caldeiradas e ainda mariscos da ria de Aveiro.
O ex-libris desta praia são os "palheiros" — casas com listas verticais ou horizontais intercaladas, antigos armazéns de materiais de pesca, ou armazéns de salga da sardinha, atualmente convertidos em residências balneares.